# 레우리 가르시아
레우리 가르시아 (Leury Garcia, 1991년 3월 18일 ~ )는 도미니카 공화국 출신으로 메이저 리그에 소속되어 있는 시카고 화이트삭스의 선수이다.

## 참조
1. ↑  http://espn.go.com/mlb/team/salaries/_/name/chw/chicago-white-sox